# José Ernesto de Almeida
José Ernesto de Almeida (Porto, 27 de Setembro de 1807- Porto, 3 de Janeiro de 1869) foi um professor e músico português.

## Biografia
Filho do literato e poeta portuense Henrique Ernesto de Almeida Coutinho, nasceu no Porto em 27 de Setembro de 1807.
Professou, quando tinha 18 anos, na Congregação dos Cónegos Seculares de S. João Evangelista, exercendo no seu convento as funções de organista. Quando em 1834 se extinguiram as ordens religiosas, Ernesto de Almeida, ou José Ernesto, como lhe chamavam, dedicou-se ao ensino e adquiriu no Porto uma excelente reputação de professor.
Deixou muitas composições, que ficaram manuscritas, sendo entre elas mais notáveis: Quatro sonatas para piano, com acompanhamento ad libitum de violino e violoncelo; Sinfonia a grande orquestra, dedicada à «Sociedade Filarmónica Portuense»; Variações para violino sobre a canção italiana «Già la notte s'avvicina».
Traduziu a terceira edição da conhecida obra de Fétis A Música ao alcance de todos, e dessa tradução foram publicadas três edições; a primeira saiu em 1846 (Porto: tipografia Comercial), e a segunda em 1859 (Porto: tipografia de Sebastião José Pereira). O Dicionário de Termos de Música incorporado nesta obra, vendia-se também separadamente.
José Ernesto de Almeida faleceu no Porto a 3 de Janeiro de 1869.